# Римашевская, Наталья Михайловна
Ната́лья Миха́йловна Римаше́вская (29 марта 1932, Москва — 4 апреля 2017, там же) — советский и российский экономист, член-корреспондент РАН по Отделению общественных наук (22.05.2003), заведующая лабораторией гендерных проблем Института социально-экономических проблем народонаселения (в 1988—2004 годах являлась директором института), главный редактор журнала «Народонаселение».
Доктор экономических наук (1976), профессор (1978), заслуженный деятель науки Российской Федерации (1999). Профессор Академии труда и социальных отношений, профессор МГУ.

## Биография
В 1955 году окончила юридический факультет МГУ (училась в одной группе с М. С. Горбачёвым), в 1957 году — Московский финансовый институт. Кандидат экономических наук (1963, диссертация «Формирование доходов в семьях рабочих и служащих: опыт экономико-тематического анализа»).
В 1958—1967 годах — сотрудник НИИ Минтруда СССР, в 1967—1988 годах — сотрудник Центрального экономико-математического института АН СССР (ЦЭМИ). В 1973 году защитила докторскую диссертацию «Проблемы моделирования народного благосостояния».
Эксперт ООН по вопросам старения населения, член Европейской Ассоциации исследований населения (EAPS), член Европейской Ассоциации демографических союзов (EADU).
Автор более 400 публикаций, которые посвящены социально-экономической демографии, экономической социологии, проблемам качественного потенциала и здоровья населения.
В 2003 году опубликовала монографию «Человек и реформы. Секреты выживания», посвящённую анализу социальных последствий экономических реформ в России.
Похоронена на Даниловском кладбище.

## Основные работы
Автор около 475 научных работ, в том числе 18 монографий.
- «Экономический анализ доходов рабочих и служащих» (1965);
- «Основы дифференциации заработной платы и доходов населения. Методы экономико-математического моделирования» (1972; в соавт. с Н. Е. Рабкиной);
- «Пятидневная рабочая неделя и свободное время трудящихся (Таганрогские исследования)». (1972; в соавт. с Л. А. Гордоном)
- «Типология потребительского поведения» (1989);
- «Равенство или справедливость?» (1991; в соавт. с А. А. Римашевским);
- «Адресная социальная помощь: теория, практика, эксперимент» (1999);
- «Окно в русскую частную жизнь. Супружеские пары в 1986 г.» (1999);
- Гендерные аспекты социально-экономической трансформации в России // Народонаселение. 2000. № 2
- «Женщина, мужчина, семья в России последней трети XX в. Проект „Таганрог“» (2001);
- Опыт борьбы с домашним насилием в США // Народонаселение. 2002. № 2
- «Человек и реформы. Секреты выживания» (2003);
- «Россия в глобализирующемся мире: политико-экономические очерки» (2004);
- «Человеческий потенциал России и проблемы сбережения населения» (2004);
- «Разорвать круг молчания… О насилии в отношении женщин» (2005);
- «Здоровье и здравоохранение в гендерном измерении» (2007);
- «Сбережение народа» (2007);
- «Здоровье москвичей» (2008);
- «Gender Stereotypes and the Logic of Social Relations» (2008)
- «Гендерные стереотипы в меняющемся обществе: опыт комплексного социального исследования» (2009)